# Tomáš Martinec (Eishockeyspieler, 1976)
Tomáš Martinec (* 5. März 1976 in Pardubice, Tschechoslowakei) ist ein ehemaliger deutsch-tschechischer Eishockeyspieler, der unter anderem für die Kaufbeurer Adler, Iserlohn Roosters, Adler Mannheim und Nürnberg Ice Tigers in der Deutschen Eishockey Liga (DEL) spielte. Nach dem Ende seiner Spielerkarriere ist er, hauptsächlich im Nachwuchs- und im semiprofessionellen Bereich, als Trainer tätig.

## Karriere

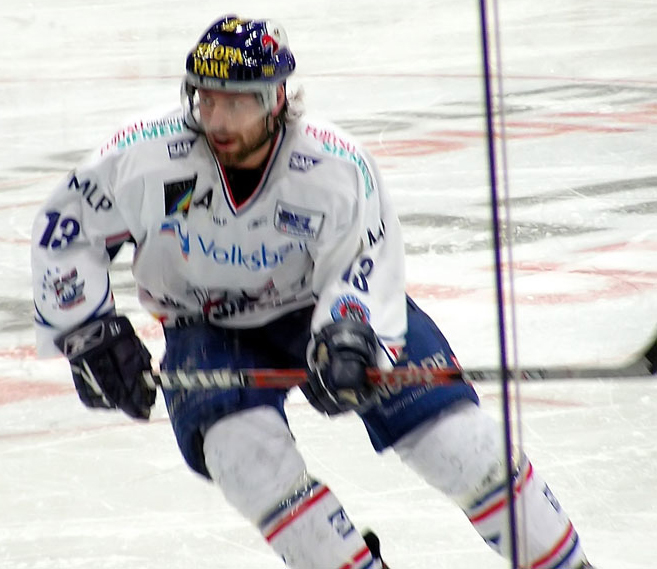
Martinec im Trikot der Adler Mannheim

Tomáš Martinec begann seine Karriere beim ESV Kaufbeuren, für dessen Juniorenteams und Seniorenmannschaft, die Kaufbeurer Adler, er nach Gründung der Deutschen Eishockey Liga auf dem Eis stand. Nach einer Rückkehr in seine Heimat Tschechien wechselte der Angreifer 1998 zum Iserlohner EC, mit denen er 2000 in die DEL aufstieg. Zur Saison 2002/03 wechselte der Linksschütze zu den Adler Mannheim. Durch einen Tausch mit Thomas Greilinger holte ihn Trainer Greg Poss, unter dem Martinec schon zu Iserlohner Zeiten spielte, zu den Nürnberg Ice Tigers. Er erhielt einen Vertrag für zwei Jahre und wurde zudem zum Kapitän der Ice Tigers ernannt. Seit seiner Jugend trug Tomáš Martinec die Trikotnummer 13, die bereits sein Vater Vladimír Martinec beim HC Pardubice getragen hatte.
2006 kehrte er wieder zu den Adler Mannheim zurück, wo er einen Dreijahresvertrag unterschrieb. Mit den Adlern wurde er unter Greg Poss, der ein Jahr zuvor während der laufenden Saison die Position des Cheftrainers in Mannheim übernommen hatte, 2007 Deutscher Meister und Pokalsieger.
Im September 2010 unterzeichnete Martinec einen Vertrag über ein Jahr bei den Heilbronner Falken aus der 2. Eishockey-Bundesliga. 2011 beendete er seine aktive Karriere.

### Trainerlaufbahn
Martinec war zeitweise Trainer des Schülerbundesligateams der Jungadler Mannheim. Die Saison 2015/16 begann er als Cheftrainer des Oberligisten Füchse Duisburg. Im Dezember folgte die Trennung, nachdem der Verein zuvor zwei Spielern gekündigt hatte, die ohne Genehmigung des Vereins für eine Essener Mannschaft Skaterhockey gespielt hatten. Einer der betreffenden Spieler hatte Martinec um Erlaubnis gefragt, die Füchse Duisburg erachteten dies als Vertragsbruch.
Zur Saison 2016/17 nahm Martinec beim Oberligisten Hannover Scorpions die Stelle des Cheftrainers an. Nach einem Jahr in Hannover war er in der Saison 2017/18 zunächst bei den Harzer Falken in der Oberliga als Co-Trainer beschäftigt, nach zwei Monaten endete seine dortige Amtszeit, im Dezember 2017 übernahm er für drei Wochen den Cheftrainerposten beim EHC Waldkraiburg (ebenfalls Oberliga). Anschließend wurde er vom EC Kitzbühel aus der Alps Hockey League verpflichtet, bei denen er bis März 2019 als Cheftrainer wirkte. Im November 2019 übernahm er das U18-Team der Eishockey Akademie Steiermark, das in der Erste Bank Young Stars League antrat. Seit 2021 ist er Cheftrainer der in der DNL III spielenden U20-Junioren des Mannheimer ERC.

## Erfolge und Auszeichnungen
- 2001 Iserlohns Sportler des Jahres
- 2002 Teilnahme am DEL All-Star Game
- 2007 Deutscher Meister und Deutscher Pokalsieger mit den Adler Mannheim

## Karrierestatistik
(Legende zur Spielerstatistik: Sp oder GP = absolvierte Spiele; T oder G = erzielte Tore; V oder A = erzielte Assists; Pkt oder Pts = erzielte Scorerpunkte; SM oder PIM = erhaltene Strafminuten; +/− = Plus/Minus-Bilanz; PP = erzielte Überzahltore; SH = erzielte Unterzahltore; GW = erzielte Siegtore; 1 Play-downs/Relegation; Kursiv: Statistik nicht vollständig)

### International
Vertrat Deutschland bei:
| - Weltmeisterschaft 2002 - Weltmeisterschaft 2003 - Weltmeisterschaft 2004 | - World Cup of Hockey 2004 - Weltmeisterschaft 2005 - Olympische Winterspiele 2006 |